# Parasol (accesorio)
Los parasoles para parabrisas, o tapasoles, son unas pantallas protectoras que se colocan en el parabrisas o en la ventana lateral de un automóvil para evitar que el sol llegue al interior y ayudar a reducir la temperatura en su interior.

## Historia
La primera patente de este tipo de accesorio data de 1911 y pertenece a Frank H. Ilse de Chicago. No se cita ninguna técnica anterior con esta patente, aunque en 1908 se ideó un artilugio similar para sombreros, como se menciona en la solicitud de patente. Años más tarde, en 1970, el empresario israelí Avraham Levy inventó un protector solar de cartón con forma de acordeón y afirmó haber vendido 1 millón de dispositivos en Israel desde mediados de la década de 1970. Avi Fattal y Avi Ruimi, dos jóvenes israelíes que emigraron a Estados Unidos, tras ser confrontados por Levi por tomar su idea sin permiso, modificaron el concepto de Levi y cambiaron el diseño a la forma de gafas de sol, penetrando así en el mercado americano.

## Modo de empleo

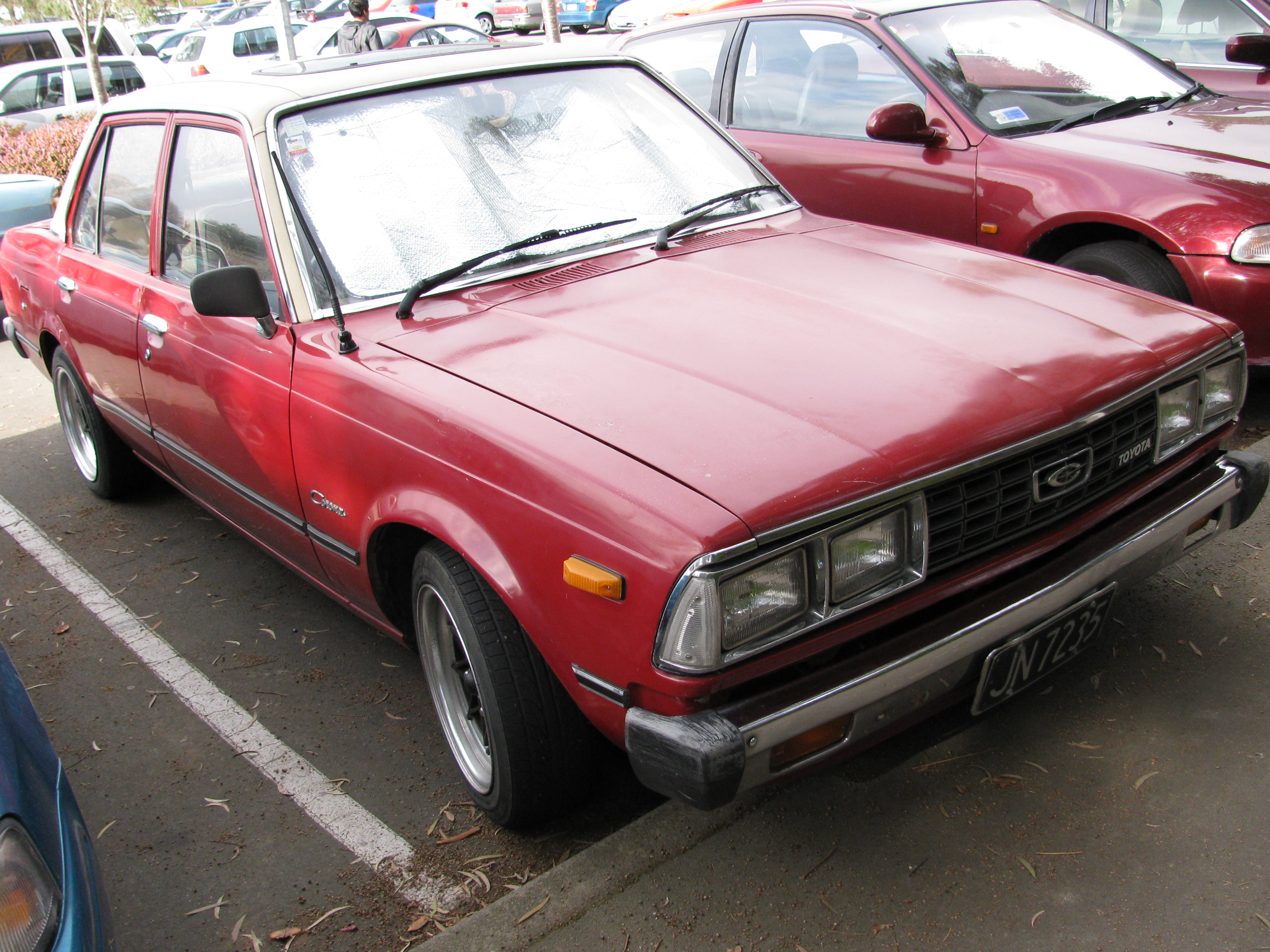
Un parasol en un vehículo estacionado.

Por lo general, el cristal del parabrisas del automóvil bloquea la mayor parte de la luz ultravioleta del sol y parte de la radiación infrarroja. Pero no puede proteger de la luz visible que penetra principalmente a través de la ventana y es absorbida por los objetos del interior del automóvil. La luz visible que pasa al interior a través del parabrisas se convierte en luz infrarroja que, a su vez, es bloqueada por el cristal y queda atrapada en el interior, calentando el interior haciendo un efecto invernadero. Algunos parasoles para parabrisas tienen una superficie reflectante para hacer rebotar la luz sin golpear en el interior del coche, lo que reduce la temperatura interior. Los parasoles para automóviles se utilizan principalmente en entornos con luz solar intensa y directa y, por lo tanto, su uso es únicamente estacional y está ligado al clima de los países. Durante el verano ayudan a disminuir la temperatura interior de los coches estacionados o protegen a los pasajeros de los rayos UV directos cuando vayan a subirse. La luz del sol que atraviesa el parabrisas del coche produce el efecto invernadero, calentando el interior a una temperatura mucho más alta que la del aire exterior. Sin ninguna protección, el sol puede calentar los tableros oscuros de un automóvil hasta 69 grados Celsius (156,2 °F) en 60 minutos. Esto es peligroso para adultos, niños y animales. La exposición prolongada a la luz solar directa también puede hacer que el tablero se desvanezca y eventualmente se agriete, o causar daños a los elementos que quedan en el automóvil, como teléfonos móviles, computadoras portátiles y otros dispositivos electrónicos.
También se pueden usar parasoles al dejar el automóvil para crear una sensación de privacidad y bloquear la mayor parte de la luz exterior no deseada proveniente del sol durante el día o de otros automóviles y luces de la calle durante la noche.

## Tipos

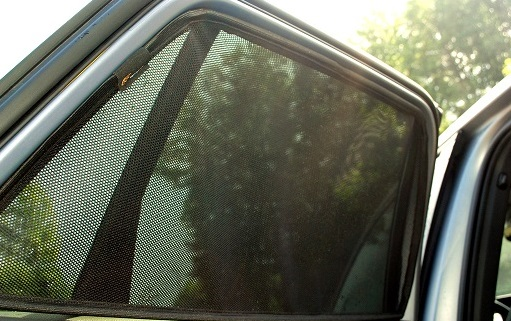
Parasol de tela para ventanillas.

Hay diversos tipos de parasoles para automóviles. Por lo general, los protectores solares están hechos de una capa de papel de aluminio que cubre el interior de las ventanas del automóvil para reflejar los rayos del sol y evitar que el interior quede expuesto a esos rayos. Hay parasoles diseñados específicamente para adaptarse al interior del parabrisas delantero del coche, y otros diseñados para las ventanillas laterales del coche o la luneta trasera. Hay pequeñas cortinas de forma rectangular para bebés hechas de malla de nailon oscuro que se fijan a la ventana con una ventosa, las cuales también pueden estar personalizadas con dibujos. Por lo general, no cubren toda la ventana. También hay parasoles autoadhesivos que emplean electricidad estática para adherirse a la ventana. Los parasoles para automóviles hechos a medida con elementos de sujeción adicionales, como ganchos, cierres, hebillas o imanes que se adhieren al marco o al parasol del automóvil, están preparados para adaptarse a modelos de automóviles específicos y pueden cubrir toda la ventana lateral de un automóvil. De forma similar existen parasoles plegables que se pueden fijar mediante imanes a la ventanilla lateral de cualquier coche. Algunas cortinas para automóviles están diseñadas para uso en invierno y se fijan al exterior del parabrisas (generalmente con correas) para mantener la ventana libre de nieve y hielo.